# 1. Danske Artilleriafdeling
1. Danske Artilleriafdeling (1 DAA) er Hærens eneste afdeling der beskæftiger sig med artilleri. Artilleriafdelingen er det eneste bestående element fra det nedlagte Danske Artilleriregiment hvor det var benævnt 1. Artilleriafdeling (1 AA), 1 DAA viderefører som den eneste enhed i Hæren derfor den samlede danske artillerihistorie og kan spore sine rødder tilbage til 1684. Afdelingen blev pr 1 januar 2019 igen underlagt Danske Artilleriregiment.
Afdelingen er opdelt i et antal batterier med omkring 500 ansatte i alt.
1 DAA står for uddannelsen og opstillingen af Hærens evne til at planlægge, indsætte, lede og betjene ildstøtten fra afdelingens haubitser samt lette og svære mortérer på forskellige taktiske niveauer.

## Underafdelinger
| Batteri      | Våbenskjold | Navn                | Valgsprog                       | Bemærkning  |
| ------------ | ----------- | ------------------- | ------------------------------- | ----------- |
| Stabsbatteri |             | Stabsbatteriet      |                                 | Pt nedlagt. |
| 1. Batteri   |             | Hærens Fløjbatteri  | Fløjbatteriet sætter standarden |             |
| 2. Batteri   |             | Nybølbatteriet      |                                 |             |
| 3. Batteri   |             | Batteri Bardenfleth | "Cannae nostra faece non agunt" |             |